# Antena de látigo

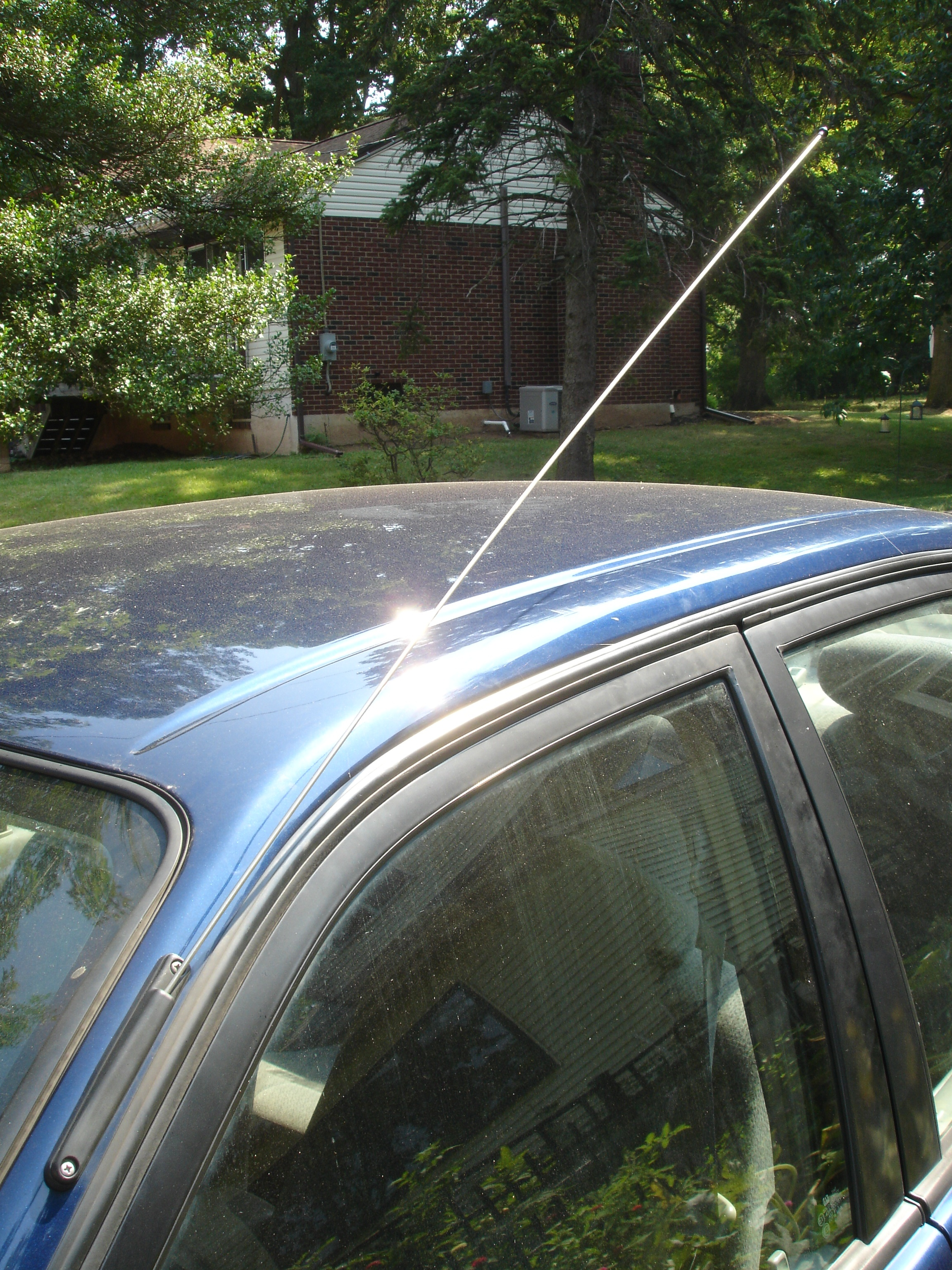
Antena de látigo en un automóvil

Una antena de látigo es una antena consistente en un alambre o varilla flexible recta. El extremo inferior está conectado radiorreceptor o transmisor. La antena es designada para ser flexible de tal forma que no se rompa fácilmente, y su nombre deriva del movimiento que adquiere cuando se la manipula, similar al de un látigo. Las antenas de látigo para radios portátiles son a menudo una serie de tubos de metal telescópicos entrelazados, de tal forma que pueden ser retraídos cuando no está en uso. Las más grandes, hechas para ser montadas en vehículos o estructuras, están construidas con una varilla de fibra de vidrio rodeando un núcleo de alambre, pudiendo tener hasta 10 m de longitud. El largo de la antena es determinado por la frecuencia de las ondas de radio con la que será usada. El tipo más común es el látigo cuarto de onda, el cual tiene aproximadamente un cuarto de la longitud de onda. El látigo es el tipo más común de antena monopolo, y es usada en las bandas HF, VHF y UHF. Son ampliamente usadas en las radios portátiles, teléfonos inalámbricos, walkie-talkies, radios FM, Radiocaseteras y dispositivos de wifi; también son provistas como antenas en unidades de cabecera y transceptores para vehículos y aeronaves. Las versiones más grandes montadas en techos y mástiles son usadas como antenas en las radioestaciones base por la policía, bomberos, ambulancias, taxis y otros servicios.